# Sobrecollida de Montalbán
La sobrecollida de Montalbán o Sobrecollida de Mont Albán era una entitat administrativa de la qual depenien les collides situades en la part oriental del Sistema Ibèric pertanyent al regne d'Aragó. Al principi va tenir funció de recaptació dels dreytos de les Generalitats, que es van imposar sobre les mercaderies que es movien entre els regnes d'Aragó i València, essent una de les seves duanes més importants Venda de la Jaquesa. Aquest sistema va anar evolucionant als segles XIV i xv, adquirint també funcions estadístiques i censals. De la sobrecollida de Montalbán va arribar a dependre un ampli i compacte territori al sud del Regne d'Aragó.
Aquest territori limitava amb la sobrecollida de Terol a l'oest, amb la de Daroca al nord-oest, amb la de Saragossa al nord i la d'Alcanyís al nord-est.
En 1446 les collides que constaven com a dependents de la sobrecollida de Montalbán eren: Alcalá de la Selva, Allepús, Venda de la Jaquesa, Bordó, Cantavella, la Canyada de Benatanduz, La Cuba, Les Cuevas de Cañart, Fortanet, Fonts de Rubiols, Gúdar, L'Anglesola, Linares de Mora, Bordó, Mirambell, Montalbán, Móra de Rubiols, Mosquerola, Olba, Puertomingalvo, Rubiols de Mora, Sant Agustín, Tronxó, Valbona, Valdelinares, Villarluengo i Vila-roia Fins a 1707, la composició les hi sobrecollidas es va anar modificant.